# Csány, Heves
Csány  este un sat în districtul Hatvan, județul Heves, Ungaria, având o populație de 2.177 de locuitori (2011). 

## Demografie
Componența etnică a satului Csány
     Maghiari (87,69%)
     Romi (11,3%)
     Necunoscut (0,18%)
     Alții (0,83%)
Componența confesională a satului Csány
     Romano-catolici (72,12%)
     Fără religie (4,27%)
     Reformați (2,02%)
     Necunoscută (20,67%)
     Alte religii (1,42%)
Conform recensământului din 2011, satul Csány avea 2.177 de locuitori. Din punct de vedere etnic, majoritatea locuitorilor (87,69%) erau maghiari, cu o minoritate de romi (11,3%). Apartenența etnică nu este cunoscută în cazul a 0,18% din locuitori.  Din punct de vedere confesional, majoritatea locuitorilor (72,12%) erau romano-catolici, existând și minorități de persoane fără religie (4,27%) și reformați (2,02%). Pentru 20,67% din locuitori nu este cunoscută apartenența confesională.